# Erlernte Hilflosigkeit
Erlernte Hilflosigkeit ist die aufgrund negativer Erfahrung entwickelte Überzeugung, die Fähigkeit zur Veränderung der eigenen Lebenssituation verloren zu haben und für diesen Zustand selbst verantwortlich zu sein. Der Begriff bezeichnet ein psychologisches Konzept zur Erklärung von Depressionen.
Der Begriff wurde 1967 von den amerikanischen Psychologen Martin E. P. Seligman und Steven F. Maier geprägt, die Versuche mit Hunden und anderen Tieren durchführten. Seligman war der Ansicht, dass auch Menschen, die an einer Depression leiden, sich in einem Zustand der erlernten Hilflosigkeit befinden können. Seligman schloss dies aus der Beobachtung, dass erlernte Hilflosigkeit und Depression vergleichbare Symptome aufweisen (Analogieargumentation).
Ursprünglich ging man bei der Interpretation der Untersuchungen von einer fehlenden Kontingenz zwischen Handlung und Handlungsergebnis aus (operante Konditionierung). Später ging man zur Annahme über, dass eher Ursachenzuschreibungen (Attributionen) eine Rolle spielen (kognitive Wende). Erlernte (auch gelernte) Hilflosigkeit beschreibt die Erwartung eines Individuums, bestimmte Situationen oder Sachverhalte nicht kontrollieren und beeinflussen zu können. Es wird davon ausgegangen, dass Individuen ihr Verhaltensrepertoire einengen und als unangenehm erlebte Zustände nicht mehr abstellen, obwohl sie es (von außen betrachtet) könnten. Diese Selbstbeschränkung bzw. Passivität ist auf frühere Erfahrungen der Hilf- und Machtlosigkeit zurückzuführen. Das Individuum erfährt einen Kontrollverlust, indem eine ausgeführte Handlung und die daraus resultierende Konsequenz als unabhängig voneinander wahrgenommen werden. Diese Erwartung beeinflusst das weitere Erleben und Verhalten des Individuums und kann sich in motivationalen, kognitiven und emotionalen Defiziten manifestieren (Seligman, 1975). Die Ergebnisse der tierexperimentellen Untersuchungen wurden auch am Menschen bestätigt.

## Erlernte Hilflosigkeit bei Menschen
Das Konzept der erlernten Hilflosigkeit ist ein Modell, um bestimmte Formen menschlicher Depressionen zu erklären. Diese können die Folge sein, wenn Lebensumstände eine Person dazu verleiten, persönliche Entscheidungen als irrelevant wahrzunehmen. Nicht alle Individuen reagieren mit Depression auf eine Situation der Hilflosigkeit. Abramson, Seligman und Teasdale (1978) gingen davon aus, dass Menschen bei unangenehmen Erlebnissen die Frage nach der Ursache stellen und sich darin von Tieren unterscheiden. Sie gingen davon aus, dass die Antwort auf diese Frage vom Attributionsstil abhängt. Depressionsauslösend wäre ein pessimistischer Attributionsstil, auf Grund dessen die Ursache für ein negatives Ereignis folgendermaßen eingeschätzt wird:
- intern (persönlich): Sie sehen in sich selbst das Problem und nicht in den äußeren Umständen.
- global (generell): Sie sehen das Problem als allgegenwärtig und nicht auf bestimmte Situationen begrenzt.
- stabil (permanent): Sie sehen das Problem als unveränderlich und nicht als vorübergehend.

In seiner Göttinger Dissertation (bei Arnd Krüger) hat Stefan Krause jedoch gezeigt, dass Depressive sadder but wiser sind. Nach einem umfangreichen Training wurde die Selbsteinschätzung von klinisch Depressiven und von Sportlern verglichen. Depressive konnten ihren Leistungsfortschritt realistischer einschätzen, während Nichtdepressive sich und ihre Umwelt positiv verzerrt wahrnehmen. Damit widersprach seine Untersuchung den klassischen Depressionstheorien, die das Phänomen der Depression mit einer negativen Weltsicht bzw. Zukunftserwartung assoziieren. Vielfältige Studien auf
den Gebieten der Kontingenzschätzung, der Erwartung und Vorhersage von Ereignissen, der Attributionsmuster, der Rückmeldung und der Selbstbewertung belegten in der Folge diese Annahmen.
2016 wurde das Konzept der erlernten Hilflosigkeit von Steve F. Maier (University of Colorado) und Martin Seligman korrigiert. Passivität als Reaktion auf einen Schock wird demzufolge nicht erlernt, sondern ist die standardmäßige, ungelernte Reaktion auf längere aversive  Ereignisse.

## Experiment zu erlernter Hilflosigkeit bei Hunden
Den Versuchsaufbau bezeichnet man auch als triadisches Design, da die Versuchstiere in drei Gruppen eingeteilt werden. Das Experiment zu erlernter Hilflosigkeit bei Hunden läuft in zwei Phasen ab.
- Phase 1: Während dieser Phase wird

a) eine Gruppe von Hunden kurzen elektrischen Schocks ausgesetzt, welche sie durch eine bestimmte Reaktion verhindern können. Diese Reaktion ist in der Regel die Betätigung eines kleinen Hebels oder das Drehen eines Rades. Mit der Zeit lernen die Hunde, sofort nach Einsatz des Schocks die terminierende Reaktion zu zeigen – sie demonstrieren also Fluchtverhalten.
b) Eine zweite Gruppe von Hunden befindet sich in einer sogenannten Yoked-Bedingung. Sie befinden sich zur gleichen Zeit wie die erste Gruppe in einer ähnlichen Umgebung und werden ebenfalls den Schocks ausgesetzt. Jedoch kann diese Gruppe nichts gegen die aversiven Reize unternehmen – ihr Verhalten hat keinerlei Einfluss auf die Schocks. Yoked bedeutet, dass diese Gruppe an die erste Gruppe „angebunden“ ist: Sie erhalten jedes Mal, wenn die erste Gruppe geschockt wird, ebenfalls einen Schock. Somit wird sichergestellt, dass beide Gruppen die gleiche Anzahl von Schocks erfahren.
c) Eine dritte Gruppe von Hunden wird als Kontrollgruppe eingesetzt. Während der ersten Phase befindet sie sich in einem ähnlichen Apparat wie die beiden anderen Gruppen, sie erfährt jedoch keinerlei Schocks.
- Phase 2: Während dieser Phase werden alle drei Gruppen in einer Shuttle-Box trainiert. Eine Shuttle-Box besteht aus zwei identischen Boxen (compartments), die über einen Durchgang miteinander verbunden sind. Das Versuchstier wird in eine der beiden Boxen gesetzt und einem Schock ausgesetzt. Es kann diesem Schock nun einfach entgehen, indem es in die andere Box wechselt. Bei One-Way-Shuttle-Experimenten wird das Tier in jedem Durchgang in eine bestimmte Box gesetzt. Bei Two-Way-Shuttle-Experimenten wechselt das Tier stets von einer in die andere Box und die Schocks werden auf abwechselnden Seiten verabreicht.

Im Learned-Helplessness-Design werden alle drei Versuchsgruppen dem Two-Way-Shuttle-Training unterzogen.
- Ergebnis:

a) Die erste Gruppe, welche in Phase 1 den Schock mit ihrem Verhalten beenden konnte, lernt sehr schnell, dem Schock im Shuttle-Box-Training zu entgehen. Mit der Zeit lernen die Tiere nicht nur, den Schock durch einen Wechsel in die andere Box zu terminieren, sondern diesen durch einen vorzeitigen Wechsel gänzlich zu vermeiden (Vermeidungslernen).
b) Die zweite Gruppe, welche in Phase 1 Schocks unabhängig von ihrem Verhalten erfahren hatte, lernt (wenn überhaupt) nur sehr langsames Flucht-Vermeidungsverhalten. Die Hunde bleiben oft lethargisch in einer Box liegen und lassen die Schocks über sich ergehen.
c) Die Kontrollgruppe, die die erste Phase ohne Schocks erfuhr, demonstriert Vermeidungslernen und unterscheidet sich darin nur in der langsameren Lerngeschwindigkeit von der ersten Gruppe.

## Weblink
- Hilflosigkeit, erlernte. Spektrum der Wissenschaft – Lexikon der Psychologie (Archiv).